# Das EP
Das EP — дебютный мини-альбом группы Komor Kommando известного музыканта Себастиана Комора, выпущен в 2009 году на бельгийском лейбле. Альбом был издан в двух версиях: обычной и специальной японской версии.

## Список композиций
1. Love Your Neighbor (5:16)
2. State Of Destruction (5:47)
3. Triggerfinger (4:33)
4. Beat Around The Bushes (5:40)
5. The Beat That Goes Ping (4:49)
6. Das Oontz (5:09)
7. Antikrist (4:30)

## Участники записи
- Себастиан Комор